# دانيال أليخاندرو هرنانديز
دانيال أليخاندرو هرنانديز (بالإسبانية: Daniel Alejandro Hernández) (10 ديسمبر 1990 في كولومبيا - ) هو لاعب كرة قدم كولومبي في مركز الوسط. لعب مع أتلتيكو باراناينسي وأونس كالداس وإنديبندينتي ميديلين ونادي ليونيس وCortuluá ‏.

## وصلات خارجية
- دانيال أليخاندرو هرنانديز على موقع قاعدة بيانات كرة القدم.إي يو (الإنجليزية)
- دانيال أليخاندرو هرنانديز على موقع Soccerway.com (الإنجليزية)
- دانيال أليخاندرو هرنانديز على موقع AS.com (الإسبانية)